# 目黒のさんま
目黒のさんま（めぐろのさんま）は古典落語の噺の一つである。低級な下魚として扱われていたさんまを、庶民的な流儀で無造作に調理すると美味だが、丁寧に調理すると不味い、という滑稽噺である。落語界で秋の噺として知られるが、成立時期は不明である。3代目三遊亭金馬が得意とした演目である。

## あらすじ
ある殿様が目黒まで遠乗り（あるいは鷹狩）に出かける。供の者が弁当を忘れたために腹を空かせた殿様一同のもとにうまそうな匂いが漂ってくる。殿様が匂いの元を尋ねると家来が、これはさんまというものを焼く匂いだがさんまは庶民の食べる下魚なので殿のお口に合うものではないと答える。しかし空腹に耐えかねた殿様はさんまを持ってくるよう命じ、家来は農家の者が食べようとしていたさんまを頼んでもらってくる。直接炭火で焼いた「隠亡焼き」のさんまは黒く焦げて脂がしたたっているが、初めてさんまを食べた殿様は、空腹もあってその美味さに大喜びする。
さんまのうまさが忘れられず、殿様はある日さんまを出すよう家来に申しつける。庶民の魚であるさんまは屋敷にはないので家来は慌てて出て行き、日本橋の魚河岸でさんまを買い求める。しかし調理の段になると、焼くと脂が多く出て体に悪いということで、蒸籠で蒸して脂をすっかり抜き、骨がのどに刺さるといけないと骨を一本一本抜いてしまう。身姿が崩れたさんまをしかたなく椀物にして出した。殿様が食べてみると目黒で食べたものとは比較にならぬまずさ。どこで求めたさんまかと尋ねると家来は「日本橋魚河岸で求めてまいりました」と答える。殿様はしたり顔で「ううむ、それはいかん。さんまは目黒に限る」。
海から遠い目黒で捕った魚が美味いと信じて断言する、というくだりが落ちである。世俗に無知な殿さまを嘲った話でもある。
噺の後半は、最初に目黒で食べてきた殿様ではなく、その美味しさを吹聴された他の殿様達のうちの1人が、されば余も、と所望するがやはり台なしな椀物を供されて、最初の殿様に苦情を申し立てて落ちの問答に至る流れもあるが、現在ほとんど演じられていない。

## 背景
この噺は作者不明の古典であり、現在演じられている内容から背景を特定することは困難である。当時の「目黒」は現在よりもさらに広範囲を指していたが、事物を演者が好きに折り込んだため、あたかも実話由来の噺と思われており、地元の観光素材などに用いられている。

### 鷹狩場

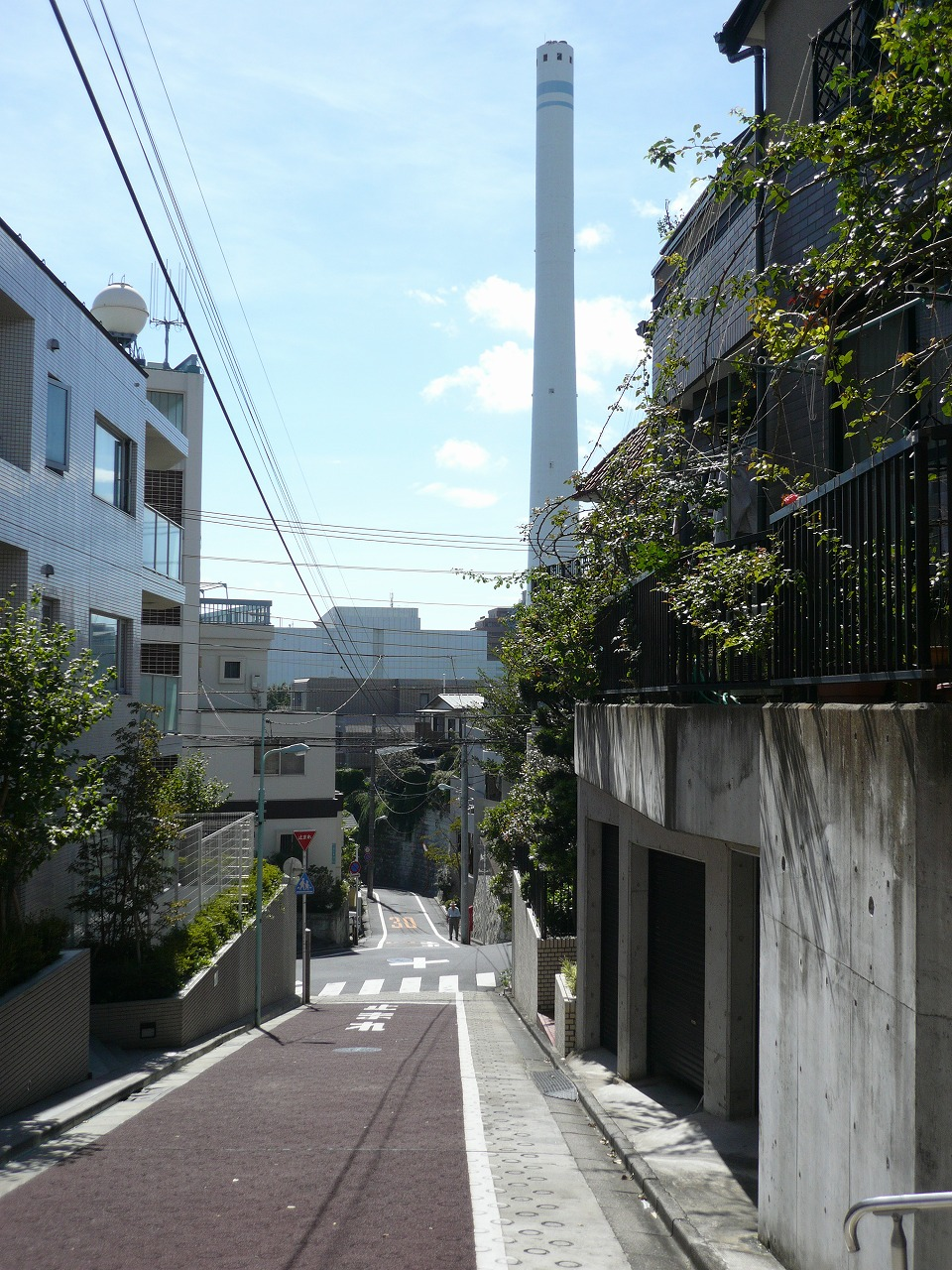
茶屋坂。前方の煙突は目黒清掃工場

江戸時代、将軍の広大な鷹狩場は複数あり、単に「御場（ごじょう）」とも呼ばれ、その一つが「目黒筋」である（旧称：品川）。文化2年（1805年）の「目黒筋御場絵図」によれば「目黒筋御場」の範囲は、現在の大田区西馬込などにあたる馬込、現在の世田谷区ほぼ全域および狛江市にあたる世田谷、麻布、品川、駒場など広い範囲が含まれる。
江戸期に目黒筋鷹狩場の番人の屋敷であった場所は、現在鷹番と呼ばれている。
鷹狩場近辺に徳川幕府の庇護下にあって繁栄した目黒不動があったが、鷹狩から目黒不動参詣のあと近辺の茶屋で休息したといわれており、その話が成立のヒントとなった、とする説を地元が採用している。この茶屋は百姓の彦四郎が開いたとされ、将軍家光が彦四郎の人柄を愛して「爺、爺」と呼びかけたことから爺々が茶屋と称された。この爺々が茶屋は歌川広重の「名所江戸百選」で題材とされている。
爺々が茶屋の場所に以下の2説がある。
現在の渋谷区
林百助（俳号、立路）の随筆『立路随筆』に「祖父が茶屋（じいがちゃや）」は「目黒道玄坂」にあったという記述がある。道玄坂は現在の渋谷道玄坂だが江戸期は目黒道玄坂と呼ばれていた。
現在の目黒区
目黒区内の、目黒駅と恵比寿駅の中間でポーランド大使館とアルジェリア大使館の近くに「茶屋坂」があり、この近辺に爺々が茶屋があったと伝聞され、目黒区教育委員会が「茶屋坂と爺々が茶屋」の告知板を設置している。同地と目黒清掃工場の間に茶屋坂街かど公園がある。
主人公の殿様は赤井御門守、あるいは単に「然る御大名」とだけ描いて名前を付さない演出も多く、実在の殿様とは関係ない。
柳家禽語楼は、「殿様」を出雲国（出雲の国なので「雲州」とも呼ばれる）、松江藩藩主・松平家（松平出羽守）の当主としており、以降これを踏襲する者が多い。何代目であるか特定していないが、寛永年間の噺としていることから松平直政とも推察できる。
林家彦六（稲荷町）は殿様を徳川将軍家とした。殿さまが後で食べるサンマを江戸の日本橋で水揚げされたものとせず、徳川御三家の一つである水戸で水揚げされたものとする大きな話に仕立てている。
殿さまが御殿で後に食したサンマは、上記のように日本橋で買ったものとして暗に高級を示唆するが、最初に目黒（の茶屋）において食べたサンマはどこで手に入れたものか。噺の中にそれを特定する根拠は何もないが、愛好者の間では以下の諸説が語られている。
- 芝浜の魚市場（ざこば）

芝浜の魚市場は現在の港区にあった。そこでサンマを購入し徒歩で茶屋まで運ばれたという説である。
噺家の4代目古今亭志ん好（柳家三寿、柳家金語、三遊亭金魚、1901年 - 1994年）の説によれば、江戸時代には目黒は芋の産地で行商が盛んに行われていたが、「目黒のいも」の大需要地が、東海道品川宿と、大きな魚市場が当時存在していた芝であった。目黒を朝早く出て両地にて芋を売り、その代金で「芝のサンマ」を買って、昼過ぎに歩いて目黒に帰るのが行商人のパターンの一つだったという。
- 別の魚市場

目黒は現在の天王洲あたりとなる目黒川河口の雑魚場から揚がる新鮮な近海魚が入手可能で、新鮮なサンマが手に入り易い場所だったとする説がある。雑魚場は、目黒川河口に確認できず、芝浜の雑魚場と同じ可能性もあり、位置が明確でなく真偽は不明である。海と無縁な場で食した魚が美味かったとする噺の趣旨とも異なる。
- 目黒川

これは、最初に将軍の口に入ったのが「新鮮でないサンマ」か「新鮮なサンマ」かという違いでもある。ちなみに築地にはこのころ魚市場は存在していない。
目黒川に遡上したサンマを農民が捕獲したものとも言われる。現在でも目黒川河口はボラ・スズキ・ハゼなどの食用魚が生息する。1980年代前半に東京湾で大量にサンマが発生して江戸川などの河川を遡上したこともあった。
- 日本橋の魚河岸

輸送が不便だった当時は、現場ですぐ淡塩（うすじお）をあてた。九十九里浜で捕れたサンマは速度の遅い和船で1昼夜かけて日本橋の魚河岸に運んだが、魚味が定まっており手を加えずに食せた。目黒近辺はサトイモの産地で、サトイモと塩漬けサンマを日本橋で物々交換していた、とする説もある。

## 「目黒のさんま」にちなんだ祭り

### 目黒駅周辺
この噺をもとにして、目黒駅をはさんで「目黒のSUNまつり」と「目黒のさんま祭り」が毎年催されて焼サンマが無料で振舞われる。
品川区上大崎の「さんま祭り」は岩手県宮古、目黒区の「SUNまつり」は宮城県気仙沼でそれぞれ水揚げされたものを用いており、それぞれの漁期から両者の開催日は異なる。
2011年は東日本大震災で宮古と気仙沼の被害は甚大であったが、各位の尽力でさんまが提供された。

#### 品川区上大崎 「目黒のさんま祭り」

目黒駅前商店街

目黒駅前商店街振興組合青年部主催（品川区役所後援）による私費行事「目黒のさんま祭り」。
- 毎年、9月の第1または第2日曜日に、宮古産サンマの旬によって決定されて開催される。
- 会場は誕生八幡神社。
- サンマは岩手県宮古産[注 2]、大根おろしは栃木県那須塩原市高林町産、すだちは徳島県神山産、付け合わせに東京新高屋のべったら漬、が提供される。
- 発案は地元出身の演芸作家ベン村さ来。
- 「目黒のさんま」の演目で無料寄席が催されて500人ほどが集る[11]。
- 漫才、漫談も催される。
- 周波数88 - 89MHzの微弱電波2波を使い（2015年はAM1350キロヘルツ[8][注 3]）ミニFM放送を開局し、行列に並ぶ人々や会場内の拡声受信器へ落語、漫才、漫談などを送信する。開演前の客席入替中や終演後は、前年やその日の録音を再放送する。
- 打ち上げで、半切りにしたすだちを浮かべた「目黒ビール」が愛飲されている。
- 宮古から当日朝に会場と築地卸売市場にサンマが到着する。
- 駅周辺で当日と近傍に、宮古直送サンマの一品を提供する飲食店がある。
- 2021年度のまつりは新型コロナウイルス感染拡大防止のため中止となり、代替企画として、まつりでおなじみの品物が当たる「目黒のさんま抽選会」が行われた。
- 2022年・2023年はさんまの配布は事前応募制となったが、2024年はさんまの配布は中止となり、イベントと抽選会のみとなった。

#### 目黒区 目黒のSUNまつり（目黒区民まつり）

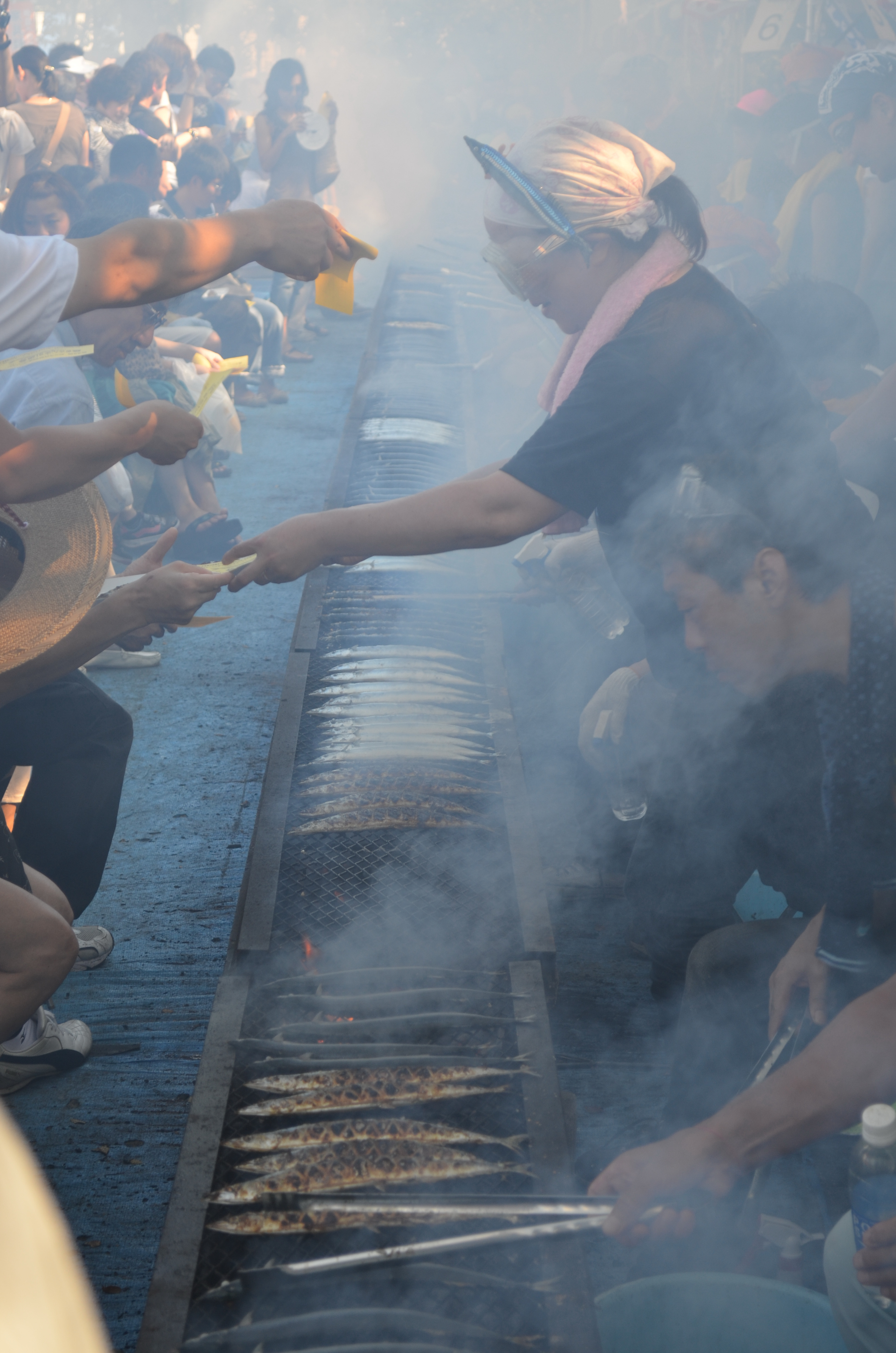
SUNまつりで焼かれるサンマ

目黒区民まつり実行委員会が主催し、目黒区と目黒区教育委員会が後援する祭事で「目黒のさんま祭」が催される。
- 会場は田道広場公園（上述の茶屋坂近く）および区営近隣施設。
- サンマは宮城県気仙沼産。大根おろしは宮城県産。大分県臼杵産のかぼすを使用。
- 落語「目黒のさんま」が演じられる。
- 最初は上大崎と同じく「目黒のさんま祭」と呼ばれていたが、区民まつりの一部になった際に、「目黒のSUNまつり」に変更された。
- 目黒区民まつりが40回を迎えた2016年のまつりには、社団法人めぐろ観光まちづくり協会名誉会長で目黒区民でもあるタモリが出席した[15]。
- 2021年度のまつり開催は新型コロナウイルス感染拡大防止のため中止となったが、目黒のさんま祭25周年を記念して、「目黒」と「サンマ」をテーマにした新作落語（を演じた動画）を募集。共に目黒区出身である落語家の春風亭柳枝と三遊亭れん生を審査員に決勝大会をオンライン配信で開催した。優勝は麹家と太郎「さんまになりたい」。審査員特別賞は俺亭きらり「目黒のサンバ」[16]。翌年以降も「目黒」をテーマにしたアマチュア落語家を対象とした新作落語コンテストとして続いている。
- 2022年以降、さんまの配布は目黒区民のみを対象にした事前申込・抽選制となっている。

### その他の地区
- 目黒の隣にあたる渋谷区恵比寿では、恵比寿恵成商店会・となりのサンマ祭り実行委員会共催「となりの恵比寿サンマ祭り」が2007年から開催されるようになった。時期は10月[17]。会場はビール坂。
- 東京タワーでも「三陸・大船渡東京タワーさんままつり」が開催されている。
- 全国のサンマの水揚げ地で同様の祭りが催されるようになり、目黒駅前で始まった行事のパターンは、いまや全国に受け継がれている。
- 目「黒」のさんまに対抗して、目「白」の一部の飲食店では、サンマを使った塩焼き以外[注 4]のメニューを「目白のサンマ」として提供、地域をアピールするという試みがされている[18]。

- 目黒のさんま祭り（2010年9月撮影）
- 目黒のさんま祭り（2010年9月撮影）
- 目黒のさんま祭り（2010年9月撮影）
- 目黒のさんま祭り（2010年9月撮影）
- 目黒のさんま祭り（2010年9月撮影）

## シンボルマーク
- 目黒区立図書館はマークとしてサンマのイラストを採用している。図書館利用カードにもこのマークが描かれている。また館内のOPAC端末は「さんまくん」という呼称がつけられている。

- 1999年に目黒区で配布された地域振興券にはサンマが描かれていた。
- 2024年よりJR目黒駅のホームの整列位置を示す整列テープにはさんまが描かれている。

## ねぎまの殿様
類似する構造の噺に「ねぎまの殿様」というのがあり、5代目古今亭今輔が得意とした。
お忍びで外出した殿様が、立ち並ぶ煮売屋の匂いにつられ、下々の食べるものだからという家来の声に耳も貸さず、醤油樽に腰掛けてねぎま鍋を食したところ、城で出される食事とまるで違う味の濃厚さや出来立ての熱さに非常に気に入る。酒も上品に猪口でなく升一杯という量にあっという間に酔いが回り上機嫌になりながら店を出た。
屋敷に戻った殿様は、あの「にゃー（煮売屋の小僧が早口過ぎて「ねぎま」が「にゃー」と聞こえた）」を食したい、と所望する。料理係は「にゃー」とは何かと頭を抱えるが、家来から話を聞き出し、ねぎま鍋だと分かる。
しかし庶民が食すものをそのまま殿様に出すわけにもいかず、ネギの青いところなど出せない骨が一本でもあっては危険だ脂や味が濃くてはお体に悪いといらぬ気を利かせ、ネギもマグロも丁寧に下ごしらえして作った結果、見目も味も素っ気も無いものができてしまい、どこを食べてもぱさぱさで、「灰色のこれはちゅう（ネズミ）である、三毛のにゃー（ネギとマグロの血と脂で三毛猫の如き三色）を持て」と殿様は気分を悪くしてしまう。
料理係は殿が何を言っているのか、何が悪かったのかもわからず、困り果て再度家来に訊き丁寧に作ったことが逆に良くなかったと教わる。そこで、煮売屋同様のレシピで捨てるところだった葱の青い部分やマグロの血合いで作り直したところ、殿様は機嫌を良くする。酒も升で要求され品がないしそんなにお飲みになってはと思いながらも差し出し役目を終えた。食事を終え機嫌を良くした殿様はさらにこう言う。「堅苦しく座っていては面白くない、醤油樽をもて」。
「目黒のさんま」と違い現代ではマグロが高級魚となってしまい、マグロを煮込むねぎま鍋も高級料理となった結果あまり演じられない噺である。